# Paul Steiner
Paul Steiner (født 23. januar 1957 i Waldbrunn, Vesttyskland) er en tidligere tysk fodboldspiller, der som forsvarsspiller på det vesttyske landshold var med til at vinde guld ved VM i 1990 i Italien. Han fungerede udelukkende som reserve i turneringen, og nåede kun at spille én landskamp, en træningskamp mod Danmark op til turneringen, som han overraskende var blevet udtaget til.
På klubplan spillede Steiner for de tyske klubber Waldhof Mannheim, MSV Duisburg og 1. FC Köln. Han vandt i 1983 med Köln den tyske pokalturnering.

## Titler
DFB-Pokal
- 1983 med FC Köln

VM
- 1990 med Vesttyskland